# Zelkoven
Die Zelkoven (Zelkova) bilden eine Pflanzengattung in der Familie der Ulmengewächse (Ulmaceae). Sie sind gefährdet durch das Ulmensterben.

## Beschreibung
Zelkoven-Arten sind sommergrüne Bäume oder Sträucher. Die Zelkoven besitzen ein ringporiges, hartes Kernholz.
Die wechselständig und zweizeilig angeordneten Laubblätter sind in Blattstiel und Blattspreite gegliedert. Die einfache Blattspreite besitzt einen gekerbten oder einfach gesägten Blattrand und im Gegensatz zu den Ulmen ist die Spreitenbasis symmetrisch. 
Die Zelkova-Arten sind einhäusig getrenntgeschlechtig (monözisch). Die Blüten stehen in unscheinbaren Büscheln in den Blattachseln. Die weiblichen Blüten befinden sich an der Spitze, die männlichen an der Basis der diesjährigen Zweige.
Die kurz gestielte Steinfrucht ist asymmetrisch und ungeflügelt.

## Verbreitung
Das heutige Hauptverbreitungsgebiet der Gattung Zelkova ist Südwest- und Ostasien. In China gibt es drei Arten, zwei davon nur dort. Im Tertiär wuchs die Gattung Zelkova auch in Europa. Die Endemiten Zelkova abelicea in den Gebirgen Kretas und Zelkova sicula aus Sizilien stellen Reliktvorkommen aus dieser Zeit dar.
Drei Arten werden in der Roten Liste der gefährdeten Arten der IUCN geführt.

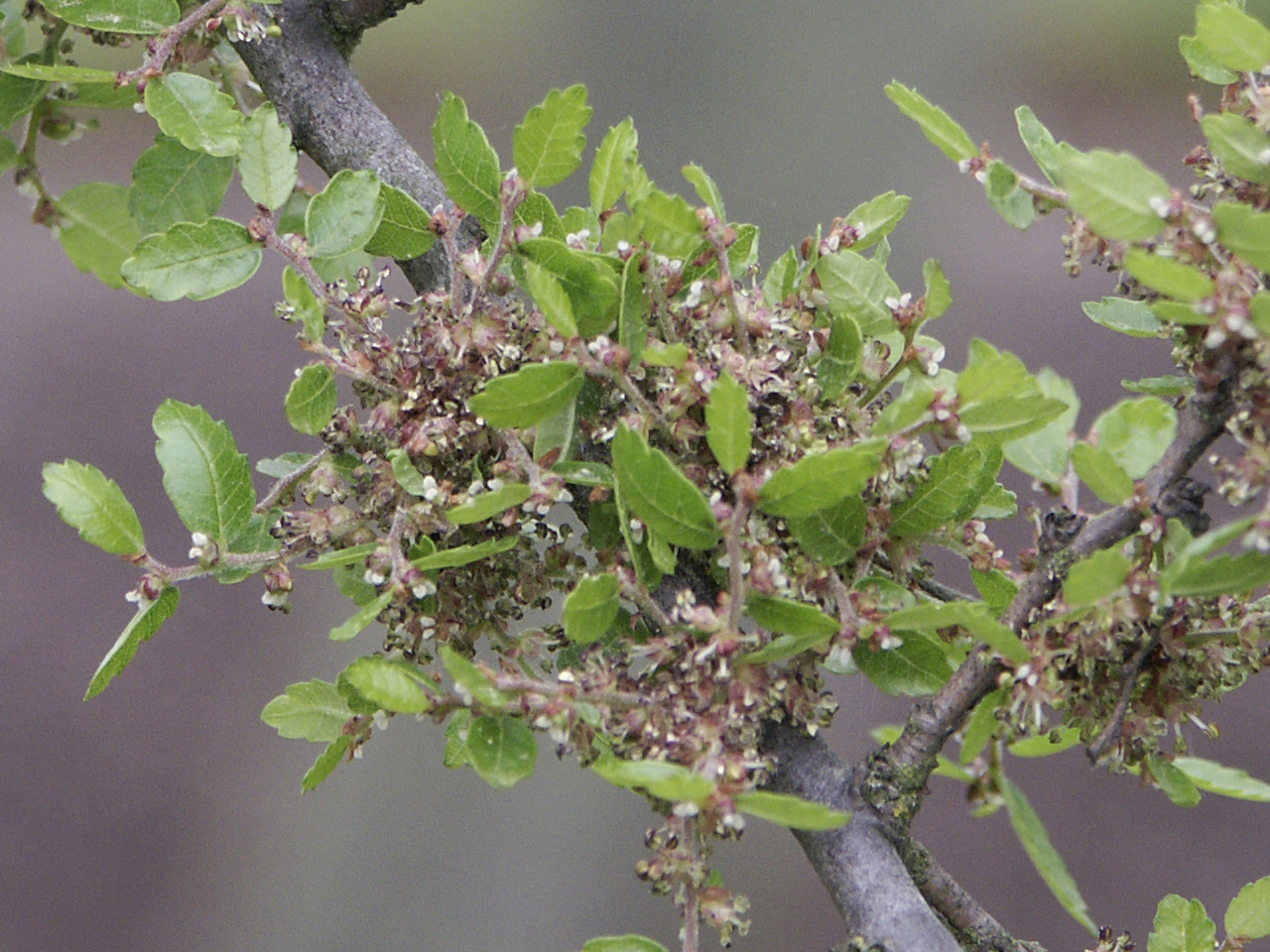
Kretische Zelkove (Zelkova abelicea)

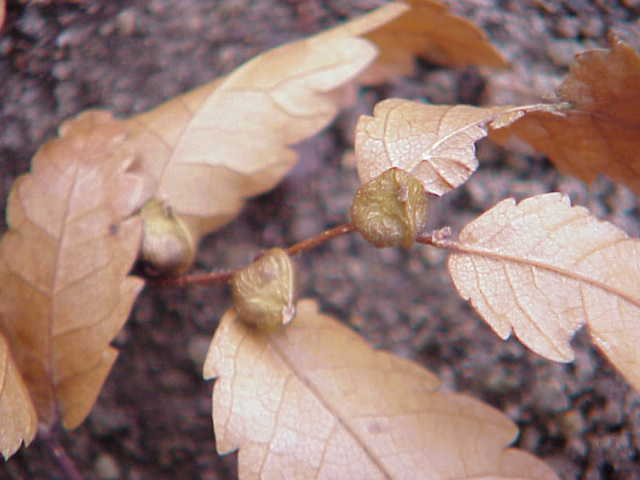
Laub und Früchte der Kaukasischen Zelkove (Zelkova carpinifolia)

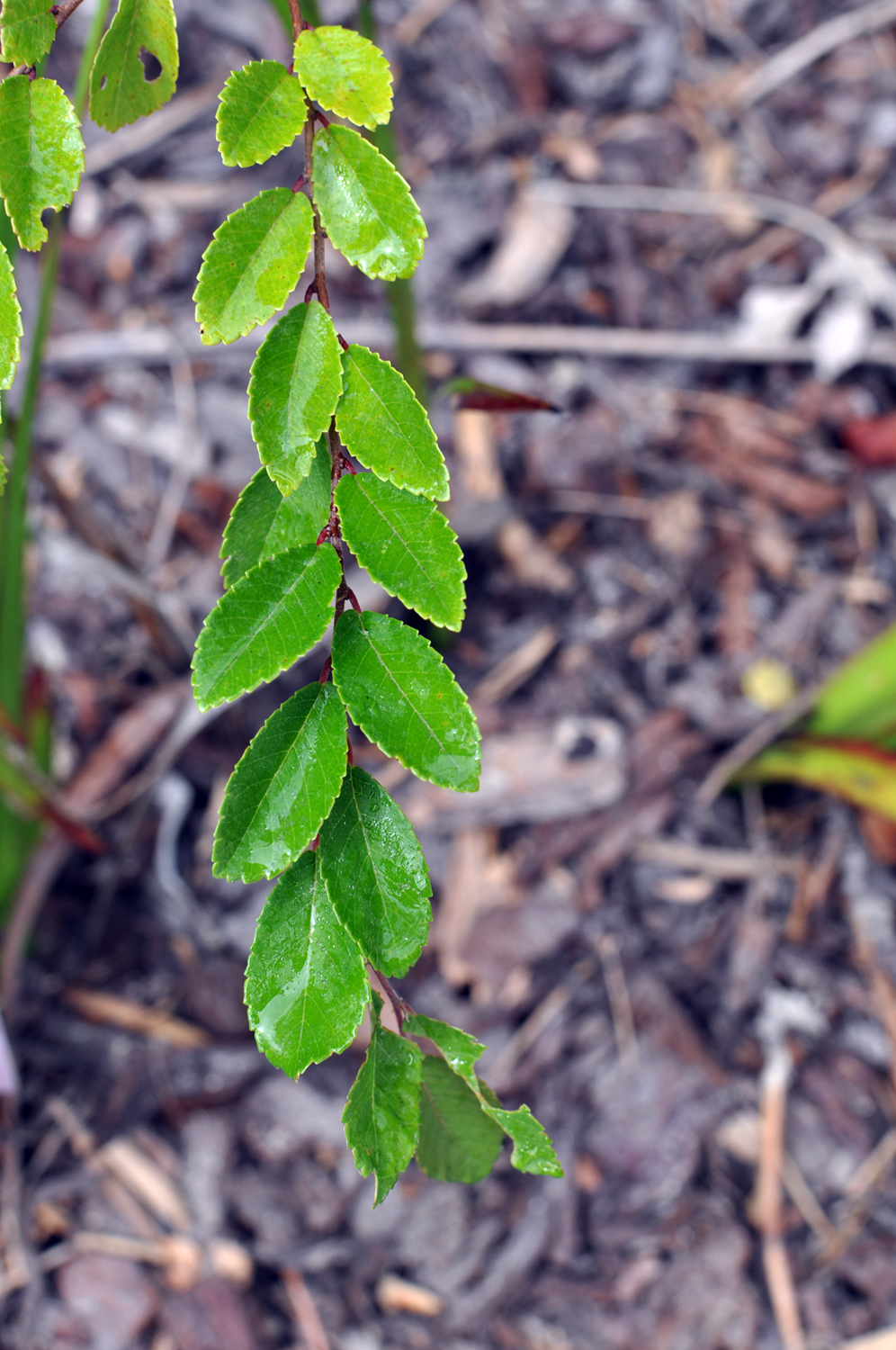
Zweig mit einfachen gesägten Laubblättern von Zelkova sicula

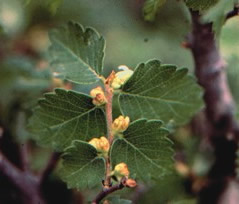
Zelkova sicula

## Systematik
Die Gattung Zelkova wurde 1841 von Édouard Spach erstveröffentlicht. Typusart ist Zelkova crenata Spach, heute ein Synonym von Zelkova carpinifolia (Pallas) K.Koch. Der Gattungsname Zelkova ist von dem georgischen Lokalnamen „Dselkua“ oder „Dselkwa“ (georgisch ძელქვა) für diesen Baum entlehnt. Ein Synonym für Zelkova ist Abelicea Baill.
In der Gattung Zelkova gibt es sechs Arten:
- Kretische Zelkove (Zelkova abelicea (Lam.) Boiss., Syn.: Zelkova cretica (Spach) Spach): Dieser Endemit kommt nur in den höheren Gebirgen Kretas vor. Sie wird in der Roten Liste der gefährdeten Arten der IUCN seit 2011 als „endangered“ = „stark gefährdet“ bewertet.[2]
- Kaukasische Zelkove (Zelkova carpinifolia (Pallas) K.Koch, Syn.: Zelkova crenata Spach, Zelkova ulmoides (Kuntze) C.K.Schneid.): Das Verbreitungsgebiet reicht von Ostanatolien über Kaukasien bis zum Nordiran.[5] Sie wird in der Roten Liste der gefährdeten Arten der IUCN schon seit 1998 als „Lower Risk/near threatened“ = „gering gefährdet“ eingestuft.[2]
- Zelkova schneideriana Hand.-Mazz.: Sie gedeiht entlang von Flüssen meist in Höhenlagen zwischen 200 und 1100 Metern (1800 bis 2800 Meter in Xizang und Yunnan) in den chinesischen Provinzen Anhui, Fujian, südliches Gansu, Guangdong, Guangxi, Guizhou, südlichen Henan, Hubei, Hunan, Jiangsu, Jiangxi, südliches Shaanxi, südöstliches Sichuan, südöstliches Xizang, Yunnan sowie Zhejiang.[1]
- Japanische Zelkove (Zelkova serrata (Thunb.) Makino, Syn.: Zelkova acuminata Planch., Zelkova hirta C.K.Schneid., Zelkova keaki Maxim.): Sie kommt in Korea, Japan, Taiwan, auf den Kurilen und in Ostchina vor.[1]
- Zelkova sicula Di Pasq., Garfi & Quézel: Dieser Endemit kommt mit nur zwei kleinen Populationen in den Monti Iblei im südöstlichen Sizilien vor.[6] Die Art wurde 1992 erstbeschrieben. Sie wird in der Roten Liste der gefährdeten Arten der IUCN schon seit 1997 und zuletzt 2006 als „critically endangered“ = „vom Aussterben bedroht“ bewertet.[2]
- Zelkova sinica C.K.Schneid.: Sie gedeiht in Tälern und entlang von Flüssen in Höhenlagen zwischen 800 und 2500 Metern in den chinesischen Provinzen Gansu, Hebei, Henan, nordwestliches Hubei, Shaanxi, südliches Shanxi sowie nördliches Sichuan.[1]

Hybriden:
- Zelkova ×verschaffeltii (Dippel) G.Nicholson: Sie entstand vor 1885 in Kultur aus Zelkova carpinifolia × Zelkova serrata in der Gärtnerei von Louis van Houtte in Gent, Belgien.

## Nutzung
Die Verwendung ist ähnlich dem Holz der Ulmen. Zelkova serrata, Zelkova sinica, Zelkova carpinifolia und Zelkova abelicea werden auch als Bonsai kultiviert.